# Лонго Боргини, Элиза
Элиза Лонго Боргини (итал. Elisa Longo Borghini; род. 10 декабря 1991, Вербания, Пьемонт) — итальянская шоссейная велогонщица, выступающая на профессиональном уровне с 2011 года. Бронзовая призёрка летних Олимпийских игр в Рио-де-Жанейро и Токио, обладательница бронзовой медали чемпионата мира, победительница и призёрка многих крупных соревнований на шоссе.

## Биография
Элиза Лонго Боргини родилась 10 декабря 1991 года в коммуне Орнавассо провинции Вербано-Кузио-Оссола, Италия. Дочь известной итальянской лыжницы Гвидины даль Сассо, пятикратной победительнице марафона "Марчалонга", участнице трёх зимних Олимпийских игр, чемпионки мира в лыжероллерах. Её старший брат Паоло Лонго Боргини — успешный профессиональный велогонщик
Дебютировала в шоссейном велоспорте на профессиональном уровне в 2011 году, подписав контракт с командой Top Girls Fassa Bortolo.
В 2012 году перешла в команду Hitec Products–Mistral Home, отметилась успешным выступлением на женском «Туре Тюрингии», где выиграла один из этапов, а также стала победительницей в молодёжной и горной классификациях. Стала лучшей молодой гонщицей женской версии «Джиро д’Италия», финишировала третьей на «Гран-при Плуэ», выиграла серебряную медаль в индивидуальной гонке на чемпионате Италии, в той же дисциплине взяла бронзу на чемпионате Европы в категории до 23-х лет. Попав в основной состав итальянской национальной сборной, побывала на шоссейном чемпионате мира в Лимбурге, откуда привезла награду бронзового достоинства, выигранную в групповой гонке.
В 2013 году одержала победу на чемпионате Италии в индивидуальной гонке с раздельным стартом и на «Трофее Альфредо Биндо», показала второй результат в генеральной классификации Эмакумин Бира, став победительницей горной классификации и одного из этапов, финишировала второй на женской версии «Флеш Валонь».
В 2014 году была лучшей в общих зачётах «Трофи д’Ор» и «Тура Бретани» — в обоих случаях также выиграла горные классификации. Стала лучшей итальянской гонщицей на «Джиро д’Италия Донне», лучшей молодой гонщицей на Холланд Ледис Тур, третьей на «Флеш Валонь» и «Гент — Вевельгем».
Начиная с 2015 года представляла команду Wiggle–Honda. В этом сезоне победила в генеральной классификации «Рут де Франс феминин», выиграв также третий и пятый этапы, вновь стала лучшей итальянской гонщицей «Джиро д’Италия», выиграла гонки «Флеш Валонь» и Джиро дель Эмилия Донне. Завоевала серебряную медаль в групповой гонке чемпионата Италии, заняла второе место на «Филадельфия Классик» и третье место на «Страде Бьянке».
На чемпионате Италии 2016 года одержала победу в индивидуальной гонке с раздельным стартом и стала серебряной призёркой в групповой гонке. Благодаря череде удачных выступлений удостоилась права защищать честь страны на летних Олимпийских играх в Рио-де-Жанейро — в групповой гонке взяла бронзу, уступив нидерландке Анне ван дер Брегген и шведке Эмме Юханссон, тогда как в индивидуальной гонке показала пятое время. Помимо этого, добавила в послужной список победу на «Джиро дель Эмилия», лидерство в горной классификации «Джиро д’Италия», пришла к финишу второй на Дуранго-Дуранго Эмакумин Сариа и «Филадельфия Классик», заняла третье место в «Женском туре» в Великобритании.
В 2017 году выиграла итальянское национальное первенство в обеих дисциплинах, групповой и разделочной. Также победила на «Страде Бьянке», была второй в общем зачёте «Джиро д’Италия» (первое место в классификации «Лучшая итальянская гонщица»), третьей на La Course by Le Tour de France.
В 2018 году победила в групповой гонке на Средиземноморских играх в Таррагоне. Среди других достижений в этом сезоне — третье место на «Страде Бьянке».
Начиная с 2019 года представляет команду Trek-Segafredo, с которой в частности выиграла генеральную, очковую и горную классификации Эмакумин Бира. Стала обладательницей бронзовой медали чемпионата Европы в Алкмаре в зачёте смешанной эстафетной командной гонки на время.
В 2022 году стала победительницей Париж — Рубе.
В 2023 году выиграла общий зачёт многодневной гонки Тур ОАЭ.
В 2024 году стала победительницей Тура Фландрии.

### Рейтинги
| Год                 | 2011 | 2012 | 2013 | 2014 | 2015 | 2016 | 2017 | 2018 | 2019 | 2020 | 2021 | 2022 | 2023 | 2024 |
| ------------------- | ---- | ---- | ---- | ---- | ---- | ---- | ---- | ---- | ---- | ---- | ---- | ---- | ---- | ---- |
| Мировой рейтинг UCI | 98-й | 16-й | 6-й  | 11-й | 5-й  | 5-й  | 10-й | 17-й | 14-й | 2-й  | 2-й  | 3-й  | 15-й | 3-й  |
| Мировой кубок UCI   | 51-й | 25-й | 5-й  | 8-й  | 4-й  |      |      |      |      |      |      |      |      |      |
| Мировой тур UCI     |      |      |      |      |      | 5-й  | 5-й  | 11-й | 13-й | 2-й  | 3-й  | 2-й  | 7-й  | 3-й  |
|                     |      |      |      |      |      |      |      |      |      |      |      |      |      |      |
| Источник: UCI       |      |      |      |      |      |      |      |      |      |      |      |      |      |      |